# Zhao Yongbo
Zhao Yongbo (chinesisch 赵永勃, Pinyin Zhào Yǒngbó, * 1964 in der Großgemeinde Hailong (海龙镇), Stadt Meihekou, Provinz Jilin im Nordosten der Volksrepublik China) ist ein chinesischer Künstler. Er lebt als freischaffender Maler zusammen mit seiner Frau und seinen Kindern in Krailling.

## Leben
Zhao Yongbo wurde 1964 in der Großgemeinde Hailong in der Provinz Jilin geboren. Dies liegt in der Mandschurei, im Nordosten der Volksrepublik China. 1982 bis 1986 studierte er Malerei an der Pädagogischen Universität Nordost-Chinas in Changchun, der Hauptstadt der Provinz Jilin. Von 1986 bis 1991 dozierte er dort abendländische Malerei und Kunstgeschichte. Seinen Abschluss als Meisterschüler erhielt er 1998 nach seinem Studium an der Akademie der Bildenden Künste München bei Robin Page. Seitdem lebt er als freischaffender Künstler in München und China, wo er auch Professuren erhalten hat.

## Werk

### Auszeichnungen
1987 erhielt er als ersten Preis "Allchinesische Kunstausstellung" im Kunstmuseum Peking. 1990 wurde er in das "Große Lexikon Bildender Künstler Chinas der Gegenwart" aufgenommen.

### Ausstellungen
Seit 1990 Einzelausstellungen und Ausstellungsbeteiligungen in Galerien und Museen in Deutschland, u. a. Cubus Kunsthalle, Duisburg; Erotic Art Museum, Hamburg; Haus der Kunst, München; Museum Galgenhaus, Stiftung Stadtmuseum Berlin, Berlin.
- 2010: Rosenheim-Museum, Offenbach am Main
- 2012: RAR Galerie, Berlin, New York, Palo Alto (CA)
- 2013: Zitadelle Spandau / Bastion Kronprinz, Berlin, Nicht nur schön
- 2014: Kallmann-Museum, Ismaning, Provokation! Goya, Daumier, Yongbo Zhao – Kritiker und Spötter ihrer Zeit

### Arbeiten in öffentlichen Sammlungen
- Museum Folkwang Essen

## Sonstiges
Im Vorfeld der Bayerischen Landtagswahlen 2023 sprach Zhao via sozialer Medien eine Wahlempfehlung für Lars Mentrup, SPD, aus.